# Centerville (Texas)
Centerville je město v okrese Leon County ve státě Texas ve Spojených státech amerických. V roce 2000 zde žilo 903 obyvatel. S celkovou rozlohou 3,8 km² byla hustota zalidnění 239,7 obyvatel na km².
Centerville je správním městem okresu Leon a za svůj název vděčí své geografické pozici v okresu, leží totiž v jeho středu. Městem prochází vnitrostátní dálnice 45, jež vede z Dallasu do Houstonu, přičemž Centerville je přibližně v polovině této trasy. V Centerville se roku 1912 narodil bluesový hudebník Lightnin' Hopkins.